# Saint Miliau
Saint Miliau « de Cornouailles », Miliaw en langue Cornique, qu'on rencontre aussi sous de multiples formes écrites comme Milliau, Meliau, Méliau, Milio, Meliaw, Miliav, est un ancien roi guerrier celte brittonique, légendaire, de Grande-Bretagne. On le retrouve cependant dans nombre de toponymes et de légendes corniques et bretonnes.

## Biographie légendaire
Selon la généalogie de la Vie de Saint Méloir (Miliau est le père de Méloir) connue par un manuscrit du XIIe siècle, Miliau naît dans une fratrie de 6 enfants. En effet, Derwela, Miliaw, Riwod, Amwn, Umbrafel & Iawn sont enfants d'un certain Budik I de Cornouailles. 
Avant d'être roi, alors qu'il est prince de Cornouailles sous le règne de son père Budik, Miliau est le chef de guerre des celtes de Cornouailles. Ainsi, bien qu'il sera dit de lui plus tard qu'il est un roi diplomate et bon pour son peuple, il fut un guerrier celte redoutable, stratège peu commun, ayant perdu peu de batailles, que les autres roi celtes et chefs de clans craignaient d'affronter. Bien des siècles plus tard, on compare la rage guerrière de ce roi, force de la nature, à un lion.
Son prénom signifie soldat, ou guerrier.
Lors de ses 35 premières années, et après avoir grandi avec ses cinq frères et sœurs, Miliau est réputé pour avoir courtisé toutes les filles du village. Aucune ne semblait résister au charme du grand et beau prince aux cheveux blonds, si bien qu'il eut probablement moult enfants illégitimes (ne se mariant qu'à 35 ans).
En 595, son père Budik, se sentant vieillir, décide de le marier à Awrilia (c'est-à-dire Aurélia), fille de Winnoc, un prince de la famille royale de Domnonée. Celle-ci a 16 ans et Miliau 25 ans. De cette union, naissent probablement plusieurs enfants, mais un seul passe à la postérité que l'on connaîtra sous le nom francisé de Meloir. Miliau est le seul de sa fratrie à ne pas épouser une fille de Gwent, dynastie à laquelle sa famille est très liée (par leur mère) probablement afin de lier le royaume de Cornouailles à un autre (celui de Domnonée), le lien avec celui de Gwent étant déjà établi (Derwela, l'aînée de la fratrie, deviendra reine de Gwent en épousant Ynir de Gwent). 
Héritier du titre de Roi en 501, il envoie la même année son plus jeune frère, Iawn, emmener des volontaires du peuple Cornovii pour coloniser des terres sauvages d'Armorique (Bretagne actuelle). La souveraineté du roi Miliau s'étend alors également sur ces terres, son frère cadet le prince Iawn en devenant l'équivalent d'un gouverneur.
Miliau est dès lors, concrétement, Roi de Cornouailles ainsi de ce qui deviendra la future Bretagne d'Armorique.
Rivod (Riwod), bien qu'aimant Miliau, grandit dans l'ombre de son grand frère et convoite dès le plus jeune âge l'attention que son père lui porte mais aussi le titre de roi. Il occupe auprès de Miliau un rôle équivalent à un proche conseiller, chef de guerre ou premier ministre (bien que ce genre de statuts n'existât pas dans ce sens chez les peuples celtiques). Au fil des années, les deux frères entrent de plus en plus souvent en conflit sur les décisions à prendre, et Rivod n'en convoite que davantage le pouvoir de Miliau afin de pouvoir agir à sa guise et entrer en guerre à tout va. Miliau est tué en 531 par son frère Rivod qui veut régner sans partage, il a été décapité suivant l'iconographie religieuse bretonne.
Après la mort de Miliau, sa femme, la reine Awrilia, serait retournée dans son pays natal, la Domnonée, .
Après avoir tué son frère aîné, le fils de celui-ci et avoir effectué une régence de 13 ans, Rivod prit conscience de ses actes et mourut en 544.
Leur cousin Budik II succéda à Miliau en tant que Roi de Cornouailles, la Bretagne se détachant et prenant Iawn pour roi.

## Culte
De nombreuses dates se font concurrences quant à la fête de Saint Miliau. Le calendrier des saints bretons donne le 27 octobre, le diocèse de Quimper donne le 5 novembre.

## Ses traces dans la Bretagne actuelle
De nombreux toponymes évoquent saint Miliau et des lieux de culte lui sont consacrés :
- Plumeliau (Morbihan)
- Ploumilliau (Côtes-d'Armor)

Église paroissiale Saint-Milliau à Ploumiliau
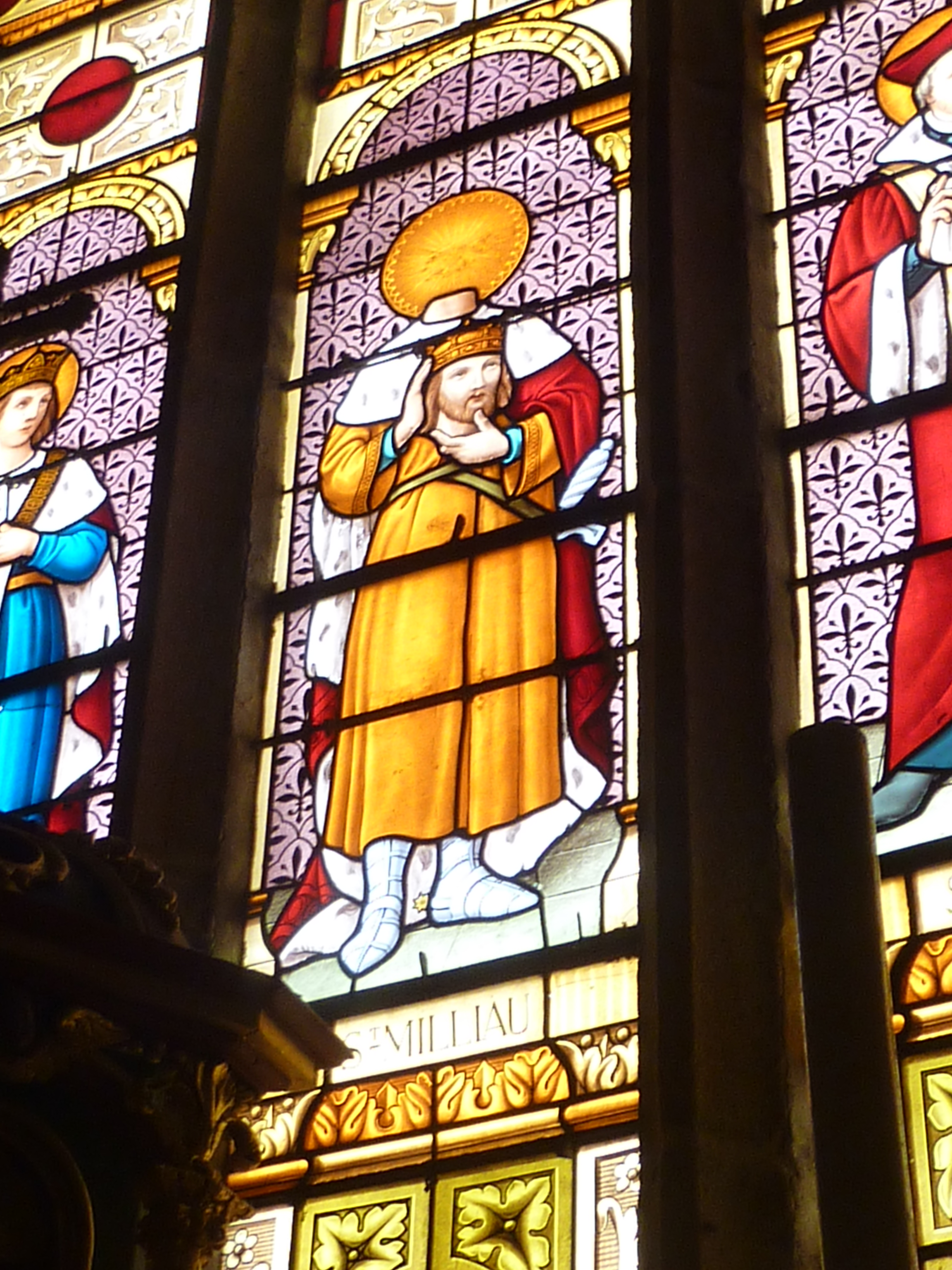
Maîtresse-vitre, saint Milliau portant sa tête tranchée
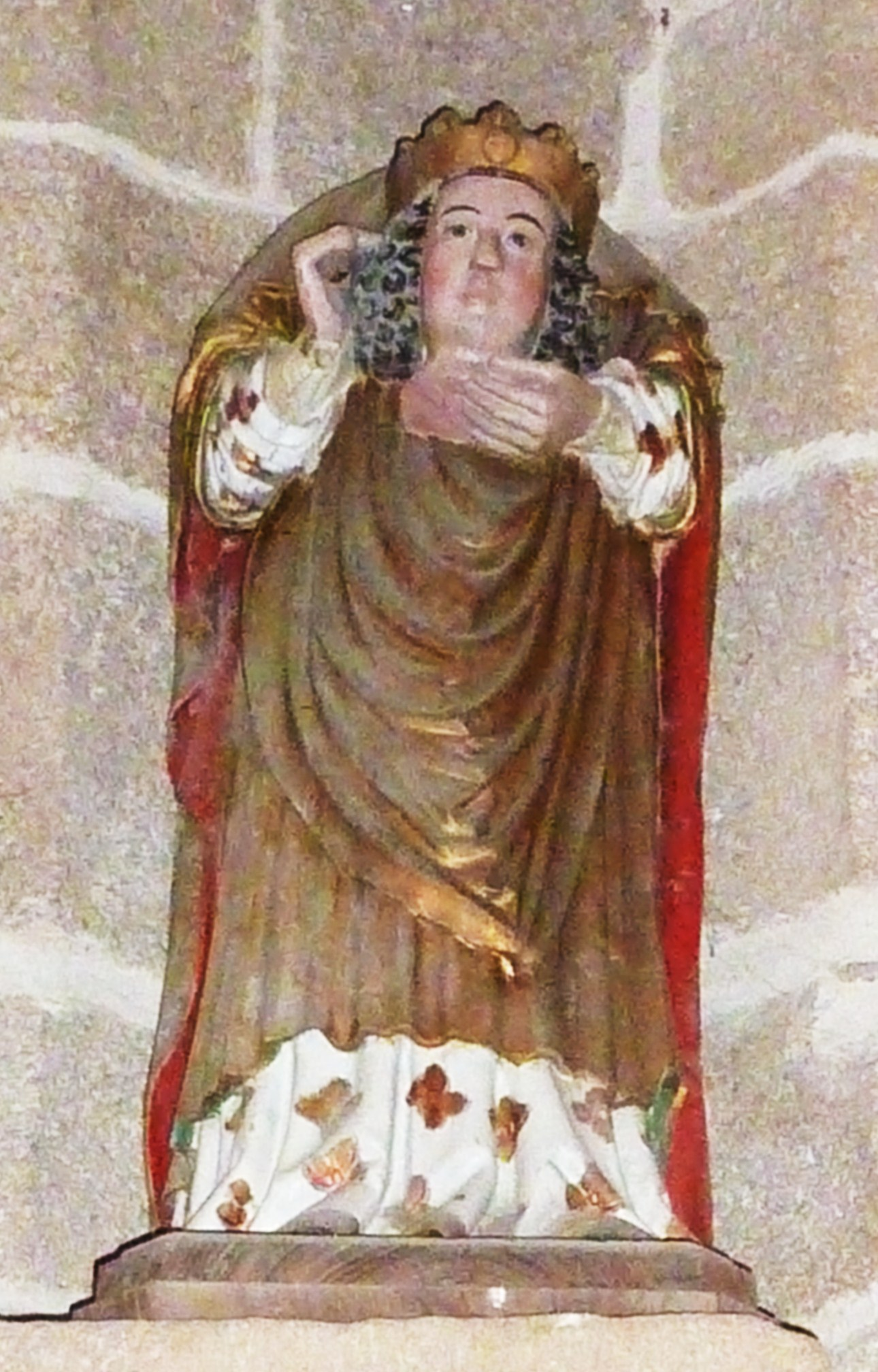
Statue de saint Milliau portant sa tête tranchée
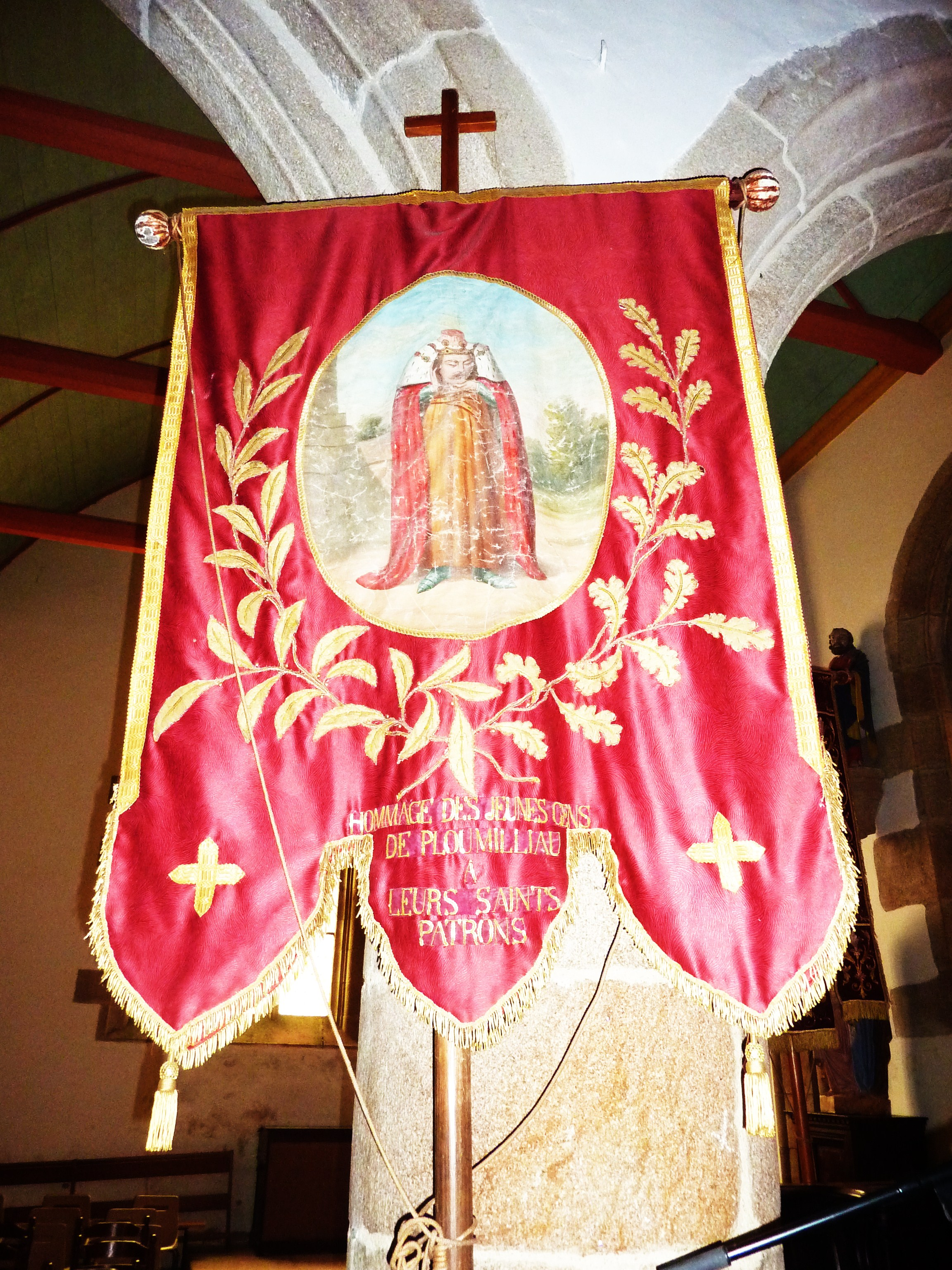
Bannière de procession en l'honneur de saint Milliau

- Guimiliau et Lampaul-Guimiliau (Finistère). Dans l'église de Guimiliau, un retable qui date de la fin du XVIe siècle le représente avec une couronne et une épée, entouré de dix scènes retraçant sa vie.

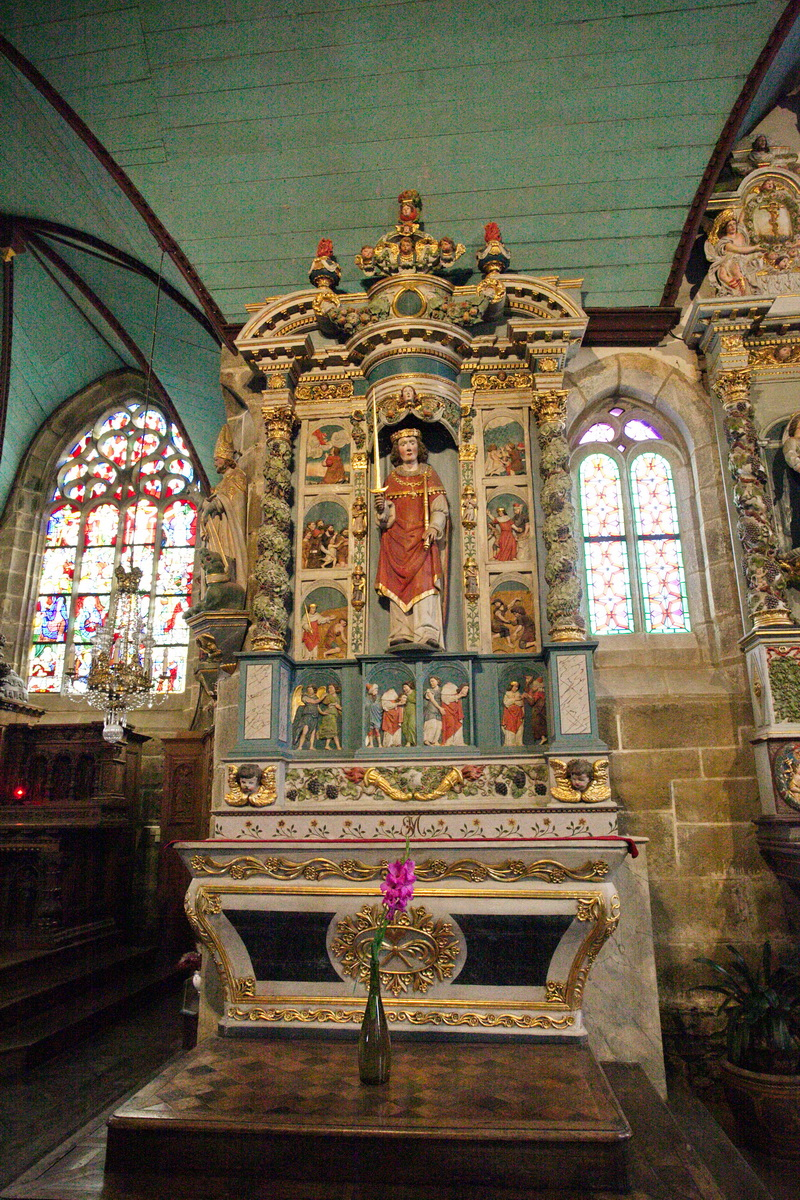
Retable de saint Miliau (vue d'ensemble)
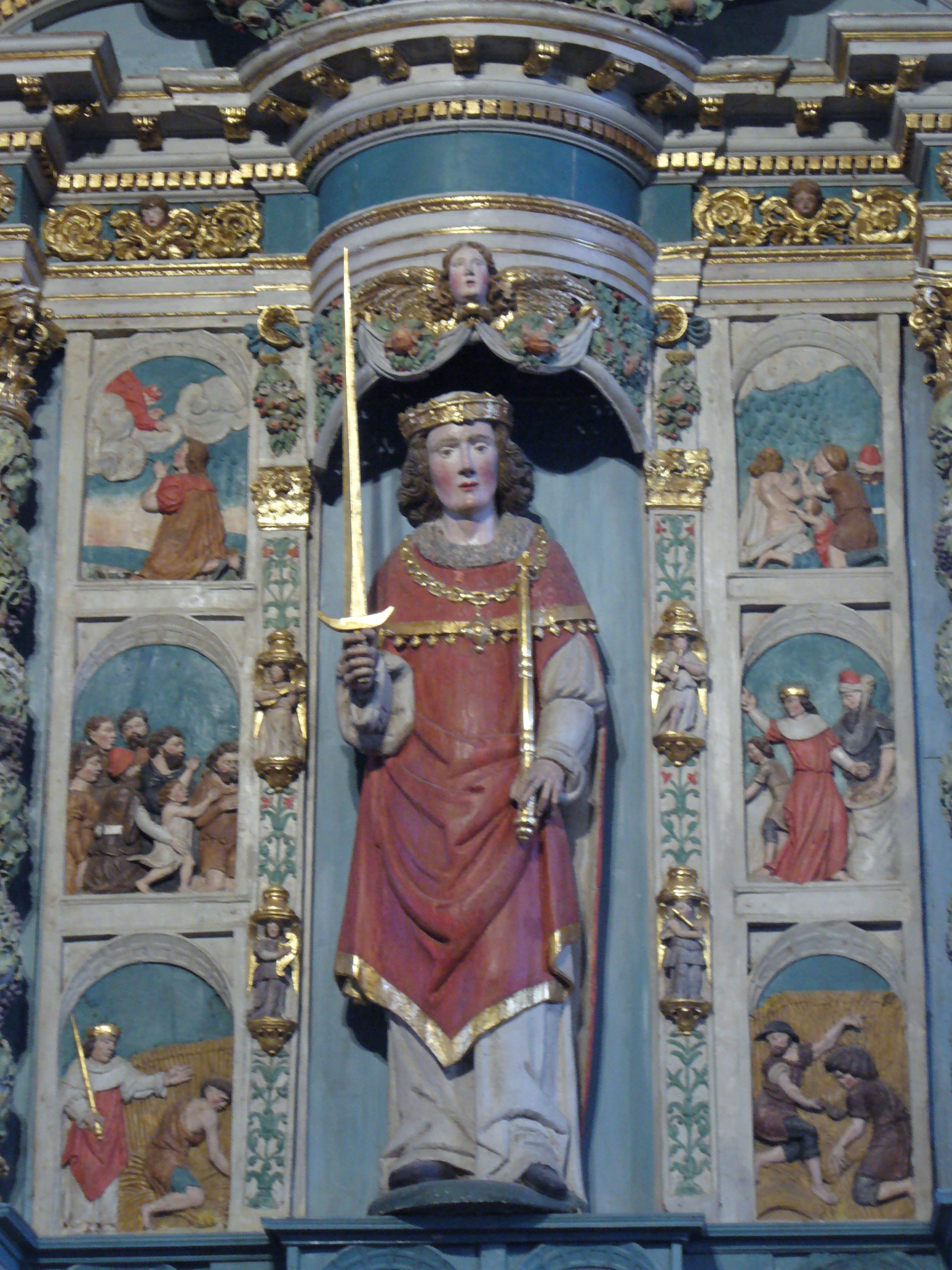
Retable de saint Miliau
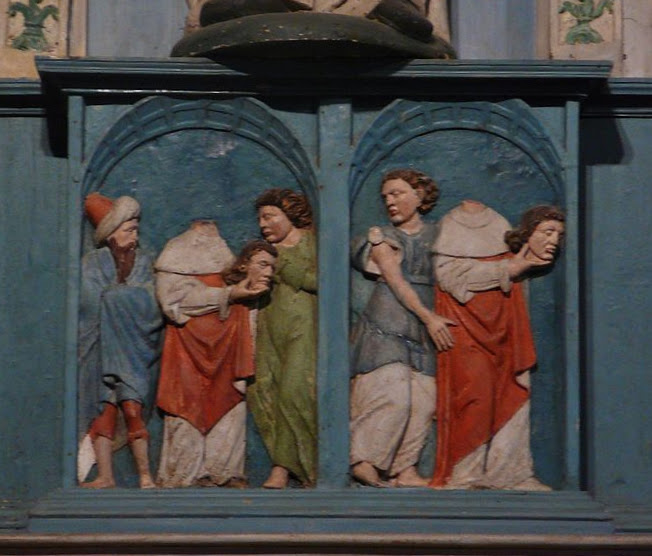
Miliau portant sa tête

- Plonévez-Porzay : église Saint-Milliau.
- Fontaine de saint Miliau à Locronan.
- la seigneurie de Lanviliau en Dirinon.
- un lieu-dit Lanviliau en Plomodiern[6].
- l'île Milliau dans la commune de Trébeurden (Côtes-d'Armor), même si aucune trace de lieu de culte y honorant saint Miliau n'y subsiste.
- A Saint-Omer de Blain (Loire-Atlantique) existait, un peu au nord du bourg, une frairie dite de Millau ou Millhac, dont le saint titulaire était Millau. Un hameau de ce nom aurait existé au Moyen-Age. Le cadastre de 1835 mentionne des landes de Milhac un peu au nord de l'actuelle rue des Vignes (route joignant la RD33 à la RD81). Les frairies de Milhac ou Millac, L'Eurdrais ou l'Eudrais et la Garelais ont constitué au XIXe la paroisse (dès 1842) puis la section de commune de Saint-Omer de Blain.